# اچ‌دی ۸۵۳۵
اچ‌دی ۸۵۳۵ یک ستاره است که در صورت فلکی سیمرغ قرار دارد.